# Herbert Taylor
Herbert George „Herb” Taylor (ur. 20 grudnia 1906 w Nowym Jorku, zm. 26 stycznia 1981 w Palo Alto) – amerykański łyżwiarz szybki.
W wieku 25 lat Taylor uczestniczył w Zimowych Igrzyskach Olimpijskich 1932 w Lake Placid. Brał wówczas udział w dwóch konkurencjach łyżwiarstwa szybkiego: biegu na 1500 m, gdzie zajął 6. miejsce oraz w biegu na 5000 m, gdzie zajął 4. miejsce.

## Rekordy życiowe
Źródło:
- 500 m – 44,8 (1933)
- 1500 m – 2:23,3 (1933)
- 5000 m – 8:46,1 (1934)
- 10 000 m – 17:51,4 (1933)